# 肾子藤属
肾子藤属（学名：Limaciopsis）是防已科下的一个属，为木质藤本植物。该属共有两种，一种产于西非洲，一种（肾子藤）产于中国。